# Левон Тер-Петросјан
Левон Тер-Петросјан (јерм. Լևոն Հակոբի Տեր-Պետրոսյան, рус. Левон Акопович Тер-Петросян; Алеп, 9. јануар 1945) јесте јерменски и совјетски политичар и историчар. Био је председник Јерменије од 1991. до 1998. године, први који је на ту функцију дошао након распада СССР.

## Младост, образовање и академски рад
Рођен је у јерменској породицу у сиријском граду Алепу. Потиче из свештеничке породице пореклом из региона Хатај у Турској. Његова породица је учествовала у оружаном отпору против Турака током јерменског геноцида пре него што су пребегли у Сирију. Његов отац, Акоп Тер-Петросјан, био је члан јерменске Социјалдемократске партије у Османском царству, а касније је био један од оснивача Комунистичке партије Сирије и Либана. Имао је тројицу браће и једну сестру. Породица је емигрирала у Јерменску ССР 1947. године.
Дипломирао је 1969. године на Одсеку за оријенталне студије Јереванског државног универзитета, док 1972. године завршава постдипломске студије на Лењинградском државном универзитету. Године 1987. докторирао је на истом универзитету. Од 1972. до 1979. године је радио као млађи истраживач на Институту за књижевност Манук Абегијан Јерменске академије наука. Од 1979. до 1984. године био је на месту секретара за науку у Матендарану. Од 1984. године ради у Матенадарану као виши научни сарадник.
Написао је своју докторску дисертацију о асирском језику и његовим везама са јерменским. Поред тога, аутор је више од 30 књига, око 80 научних чланака на јерменском, француском и руском језику, као и хиљаде политичких публикација у вишејезичној штампи (говори, чланци, интервјуи, конференције за штампу итд.). Члан је Савеза писаца Јерменије, Француског азијског друштва, Мехитаристичке академије у Венецији и добитник је почасних доктората Универзитета Ла Верн, Универзитета у Софији, Универзитета Париз-Сорбона и Универзитета у Стразбуру.

## Карабашки покрет и распад СССР
Крајем 1980-их предводио је демонстрације са захтевом да се Нагорнокарабашка аутономна област припоји Јерменској ССР, познате као Карабашки покрет. Заједно са Вазгеном Манукјаном, основао је Карабашки комитет, који је убрзо преузео контролу над Карабашким покретом. Тер-Петросјан је постао де факто лидер Карабашког покрета.
Због својих активности био је притворен у Москви од децембра 1998. до маја 1989. Након изласка из затвора наставио је са својим патриотским активностима. Године 1989. био је међу оснивачима Панјерменски национални покрет. а касније је постао и председник новоформиране странке. У августу 1989. године изабран је за посланика у Врховном савету Јерменије. На изборима 1990. године, Панјерменски национални покрет је освојио већину у Врхновном савету Јерменије, поставши прва некомунистичка партија која је преузела власт у некој од совјетских република. Дана 4. августа 1991. године, Тер-Петросјан је изабран за председника Врховног савета Јерменије, поставши де факто лидер Јерменије.
Тер-Петросјан је био под притиском Михаила Горбачова да распусти јерменске милиције које су се често сукобљавале са совјетским трупама. Тер-Петросјан је пристао на захтеве Горбачова, али су милиције наставиле да делују у Нагорно-Карабаку. Дана 23. августа 1990. године, Јерменија је формално изразила жељу да постане независна држава, са Нагорно-Карабахом као њеним саставним делом.
Како се Јерменија кретала ка независности, у мају 1991. године дошло је до даљих сукоба и унутар Јерменије, на граници са Азербејџаном, а совјетске трупе су предузеле операцију депортавања јермена из делова Азербејџана. Тер-Петросјан је на ово изјавио да је „Совјетски Савез објавио рат Јерменији у свим намерама и циљевима“. Тер-Петросјан се успротивио покушају државног удара против Горбачова у августу 1991. године. Присуствовао је неуспешним преговорима са Ајазом Муталибовим уз посредовање Бориса Јељцина и Нурсултана Назарбајева крајем септембра. Дана 20. септембра 1991. године Јермени су великом већином гласали за независност, а земља је званично прогласила независност три дана касније.

## Председник Јерменије

### Први мандат
Изабран је за председника независне Јерменије 16. октобра 1991. године, освојивши 83% гласова. Увео је Јерменију у Заједницу независних држава. Крајем 1991. и почетком 1992. године, сукоби у Нагорно-Карабаху су прерасли у прави рат са Азербејџаном. Рат је довео до повлачења Азербејџана из Нагорно-Карабаха и околних области. Контролу над овим територијама је де факто преузела Нагорнокарабашка Република. Рат се завршио победом Јерменије и потписивањем примирја у мају 1994. године.
Иако је Тер-Петросјан покушао да нормализује односе са Турском, његови напори нису били успешни због исхода рата у Нагорно-Карабаху, а Турска је затворила границу са Јерменијом, која је и дан данас затворена.
Суочио се са лошом економском ситуацијом и емиграцијом великог броја људи.

### Други мандат
Поново је изабран за председника 1996. године, освојивши 51,34% гласова. Опозоција је оптужила Тер-Петросјана за крађу гласова, што је довело до масовних демонстрација и упада у Народну скупштину. Маса је претукла председника и потпредседника парламента. Власт је послала војску и тенкове да растерају демонстранте. Тер-Петросјанова популарност је наставила да пада. Пар година касније, бивши министар унутрашњих послова Вано Сирадегјан, је признао да је дошло до крађе гласова.

### Оставка
Поднео је оставку у фебруару 1998. године након што се залагао за компромисно решење сукоба око Нагорно-Карабаха, што су многи Јермени сматрали да подрива њихову безбедност. Кључни министри Тер-Петросјанове власти, премијер Роберт Кочарјан, министар одбране Вазген Саргсјан, министар унутрашњних послова Серж Саргсјан, одбили су да прихвате мировни план за Карабах који су предложили међународни посредници у септембру 1997. године. Руководство Нагорнокарабашке Републике је такође било проитв плана. План који су прихватили Тер-Петросјан и председник Азербејџана Хејдар Алијев, подразумевао је повлачење јерменских трупа са већине окупираних територија, у замену за распоређивање мировних снага ОЕБС-а у Нагорно-Карабаху у првој и другој фази, након чега би уследило укидање азербејџанске и турске блокаде Јерменије у трећој фази, а за крај је остављено питање статуса Нагорно-Карабаха, Лачинског коридора и повратка расељених. Након што је поднео оставку, Тер-Петросјан је себе упоредио са бившим премијером Израела Јицаком Рабином и изјавио да је поднео оставку да би избегао дестабилизацију земље.

## Повратак у политику
Након силаска са власти, Тер-Петросјан је избегавао медије и посветио се научном раду. Године 2005. и 2007 објавио је своје двотомно историјско дело под насловом Крсташи и Јермени.

### Избори 2008.
Дана 21. септембра 2007. године, одржао је свој први јавни говор у скоро 10 година. У свом говору је жестоко критиковао тадашњег председника Роберта Кочарјана, оптуживши га за корупцију и објавивши своју кандидатуру за председничке изборе 2008. године. На изборима је освојио 21,5% гласова. Његове присталице су оптужиле власт за крађу гласова и започеле масовне демонстрације. Полиција је насилно угушила демонстрације, а Тер-Петросјан стављен под кућни притвор, што је довело до још масовнијег одзива демонстраната пар сати касније. Полиција се повукла при великом броју људи, а председник Кочарјан је послао војску да угуши демонстрације. Протести и сукоби су довели до смрти 8 демонстраната и 2 полицајца, а Тер-Петросјан је позвао окупљене да се врате својим кућама.

### Јерменски национални конгрес
У августу 2008. године основао је Јерменски национални конгрес. Поново је предводио протесте 2011. године, овај пут против Сержа Саргсјана. На изборима 2012. године, Јерменски национални конгрес је освојио 7,10% гласова и 7 мандата у Народној скупштини. Од тада, Јерменски национални конгрес није успео да уђе у парламент.

### Други рат за Нагорно-Карабах
Током Другог рата за Нагорно-Карабах, Тер-Петросјан се састао са бившим председницима Јерменије и Нагорнокарабашке Републике, како би разговарали о актуелној ситуацији. Тер-Петросјан и Кочарјан су затражили од премијера Никола Пашињана дозволу како би отишли у Москву као специјални преговарачи. Пашињан им је дао дозволу да оду у Москву као незванични преговарачи. Посета Москви се никада није остварила јер је Корачјан тестиран позитиван на Ковид 19.
Након јерменског пораза у овом рату, Тер-Петросјан је упозорио на ризик грађанског рата у Јерменији и позвао Пашињана да поднесе оставку.
Дана 25. марта 2021. године поново се састао са Кочарјаном и Саргсјаном, предложивши им коалицију како би збацили Пашињана. Кочарјан и Саргсјан су одбили овај предлог.

## Приватни живот
Ожењен је рускињом Људмилом. Имају сина Давида и четири унука. Течно говори јерменским и руским језиком и служи се са девет других језика.